# Metaphycus rusti
Metaphycus rusti är en stekelart som beskrevs av Timberlake 1916. Metaphycus rusti ingår i släktet Metaphycus och familjen sköldlussteklar. Inga underarter finns listade i Catalogue of Life.